# Shades (musikalbum av J.J. Cale)
Shades är ett musikalbum av J.J. Cale lanserat 1981 på skivbolaget MCA Records. Det var hans sjätte studioalbum. Albumet spelades in vid flera tillfällen och således medverkar ett stort antal musiker på det. Bland dess kan nämnas Leon Russell, James Burton, Carol Kaye och Jim Keltner.

## Låtlista
(låtar utan angiven upphovsman av J.J. Cale)
1. "Carry On" - 2:20
2. "Deep Dark Dungeon" - 2:10
3. "Wish I Had Not Said That" - 3:23
4. "Pack My Jack" - 5:13
5. "If You Leave Her" - 2:42
6. "Mama Don't" (Cow Cow Davenport; arrangemang av J.J. Cale) – 3:50
7. "Runaround" - 2:42
8. "What Do You Expect" - 3:23
9. "Love Has Been Gone" - 2:13
10. "Cloudy Day" - 5:25

## Listplaceringar
- Billboard 200, USA: #110[1]
- UK Albums Chart, Storbritannien: #44[2]
- Nederländerna: #21[3]
- VG-lista, Norge: #8[4]
- Topplistan, Sverige: #8[5]